# Kristen McDonald Rivet
Kristen Lee McDonald Rivet, née le 11 juillet 1970, est une femme politique américaine qui est membre de la Chambre des représentants des États-Unis pour le 8e district du Michigan depuis 2025. Elle est membre du Sénat du Michigan pour le 35e district de 2023 à 2025.

## Jeunesse et éducation
McDonald Rivet est née le 11 juillet 1970 à Portland, Michigan, où elle est élevée avec sa sœur jumelle Karen McDonald (en). Elle obtient un baccalauréat en histoire de l'université d'État du Michigan et une maîtrise en éducation et administration publique de l'université du Michigan à Flint.

## Carrière
Avant d'entrer en politique, McDonald Rivet est cheffe de cabinet du surintendant d'État Michael P. Flanagan et vice-présidente de la Skillman Foundation. Son premier poste politique est au sein de la Commission de la Charte de Bay City, Michigan. McDonald Rivet est ensuite membre de la Commission de Bay City, représentant le 2e quartier de la ville.

## Sénat du Michigan
Elle est élue au Sénat du Michigan en novembre 2022, battant la représentante républicaine de l'État Annette Glenn (en),.

## Chambre des représentants des États-Unis
McDonald Rivet déclare sa candidature pour se présenter à la Chambre des représentants des États-Unis, dans le 8e district du Michigan, pour remplacer Dan Kildee, qui part à la retraite, lors des primaires démocrates de 2024. McDonald Rivet remporte l'élection.

## Vie personnelle
McDonald Rivet et son mari, Joseph Rivet (en) ont six enfants.